# Светско првенство у атлетици на отвореном 1983 — 3.000 метара за жене
Трка на 3.000 метара у женској конкуренцији на Првом Светском првенству у атлетици 1983. у Хелсинкију одржана је 8. и 10. августа  на Олимпијском стадиону.

## Земље учеснице
Учествовало је 31 атлетичарке из 22 земље.
1. Белгија (1)
2. Западна Немачка (2)
3. Ирска (1)
4. Италија (1)
5. Јордан (1)
6. Југославија (1)
7. Канада (3)
8. Нови Зеланд (1)
9. Норвешка (1)
10. Португалија (1)
11. Руанда (1)
12. Румунија (1)
13. Салвадор (1)
14. САД (3)
15. СССР (3)
16. Уједињено Краљевство (3)
17. Финска (1)
18. Чехословачка (1)
19. Чиле (1)
20. Швајцарска (1)
21. Шведска (1)
22. Шпанија (1)

## Освајачи медаља
|                |                               |                        |
| Мери Декер САД | Бригите Краус Западна Немачка | Татјана Казанкина СССР |

## Рекорди пре почетка Светског првенства 1983.
7. август 1983.
| Рекорди пре почетка Светског првенства 1983.     | Рекорди пре почетка Светског првенства 1983. | Рекорди пре почетка Светског првенства 1983. | Рекорди пре почетка Светског првенства 1983. | Рекорди пре почетка Светског првенства 1983. | Рекорди пре почетка Светског првенства 1983. |
| ------------------------------------------------ | -------------------------------------------- | -------------------------------------------- | -------------------------------------------- | -------------------------------------------- | -------------------------------------------- |
| Светски рекорд                                   | Светлана Улмасова                            | Совјетски Савез                              | 8:26,78                                      | Кијев, СССР                                  | 25. јул 1982.                                |
| Рекорд светских првенстава                       | Нема јер је ово прво такмичење               | Нема јер је ово прво такмичење               | Нема јер је ово прво такмичење               | Нема јер је ово прво такмичење               | Нема јер је ово прво такмичење               |
| Европски рекорд                                  | Светлана Улмасова                            | Совјетски Савез                              | 8:26,78                                      | Кијев, СССР                                  | 25. јул 1982.                                |
| Рекорди после завршетка Светског првенства 1983. |                                              |                                              |                                              |                                              |                                              |
| Рекорд светских првенстава                       | Мери Декер                                   | Сједињене Државе                             | 8:34,62                                      | Хелсинки, Финска                             | 9. август 1983.                              |

## Сатница
| Датум           | Време | Коло         |
| --------------- | ----- | ------------ |
| 7. август 1983. |       | Квлификације |
| 9. август 1983. |       | Финале       |

## Резултати

### Квалификације
Такмичарке су биле подељене у 2 квалификационе групе.,
| Место | Група | Атлетичарка            | Земља                | ЛР      | ЛРС     | Резултат | Белешка |
| ----- | ----- | ---------------------- | -------------------- | ------- | ------- | -------- | ------- |
| 1.    | 2     | Татјана Казанкина      | СССР                 |         |         | 8:44,72  | КВ РСП  |
| 2.    | 2     | Мери Декер             | САД                  | 8:29,71 |         | 8:44,72  | КВ РСП  |
| 3.    | 1     | Светлана Улмасова      | СССР                 | 8:26,78 |         | 8:46,65  | КВ      |
| 4.    | 1     | Ањезе Посамаи          | Италија              |         |         | 8:46,68  | КВ      |
| 5.    | 2     | Корнелија Бурки        | Швајцарска           |         |         | 8:46,94  | КВ, ЛР  |
| 6.    | 1     | Бригит Краус           | Западна Немачка      |         |         | 8:47,25  | КВ      |
| 7.    | 1     | Венди Слај             | Уједињено Краљевство | 9:07,30 |         | 8:47,39  | КВ      |
| 8.    | 2     | Џејн Фурнис-Шилдс      | Уједињено Краљевство |         |         | 8:48,59  | КВ      |
| 9.    | 1     | Кристин Трантер-Бенинг | Уједињено Краљевство |         |         | 8:49,71  | КВ, ЛР  |
| 10.   | 2     | Алисон Вилеј           | Канада               |         |         | 8:51,27  | КВ      |
| 11.   | 1     | Аурора Куња            | Португалија          | 9:04,70 |         | 8:51,66  | КВ      |
| 12.   | 2     | Лорејн Молер           | Нови Зеланд          |         |         | 8:51,78  | КВ      |
| 13.   | 2     | Ева Ернстром           | Шведска              | 9:06,50 |         | 8:51,91  | КВ, ЛР  |
| 14.   | 1     | Наталија Артјомова     | СССР                 |         |         | 8:54,14  | кв      |
| 15.   | 1     | Лин Канука-Вилијамс    | Канада               |         |         | 8:54,61  | кв      |
| 16.   | 2     | Ивана Кубесова         | Чехословачка         |         |         | 8:55,54  | ЛР      |
| 17.   | 1     | Гери Фич               | Канада               | 9:07,80 |         | 9:01,85  | ЛР      |
| 18.   | 2     | Меги Кеиес-Крафт       | САД                  |         |         | 9:01,97  |         |
| 19.   | 2     | Вера Мичалек           | Западна Немачка      |         |         | 9:04,51  | ЛР      |
| 20.   | 2     | Марица Мршић           | Југославија          | 9:05,42 | 9:05,42 | 9:05,59  |         |
| 21.   | 2     | Пилар Фернандез        | Шпанија              |         |         | 9:10,86  |         |
| 22.   | 1     | Моника Џојс            | Ирска                |         |         | 9:14,83  |         |
| 23.   | 1     | Хелена Хивонен         | Финска               |         |         | 9:19,65  |         |
| 24.   | 1     | Бренда Веб             | САД                  | 9:27,60 |         | 9:24,38  | ЛР      |
| 25.   | 1     | Marcianne Mukamurenzi  | Руанда               |         |         | 9:26,59  | ЛР      |
| 26.   | 2     | Марија Раду            | Румунија             |         |         | 9:30,37  |         |
| 27.   | 2     | Monica Regonessi       | Чиле                 |         |         | 9:31,95  | ЛР      |
| 28.   | 1     | Марит Холтклимпен      | Норвешка             |         |         | 9:43,40  | ЛР      |
| 29.   | 2     | Крисиа Л. Гарсија      | Салвадор             | 10:42,7 |         | 10:06,14 | ЛР      |
| 30.   | 1     | Кхадија Ал Матари      | Јордан               |         |         | 10:49,62 | ЛР      |
|       | 1     | Betty Van Steenbroeck  | Белгија              |         |         | НЗ       |         |

### Финале
,
| Место | Атлетичарка            | Земља                | Резултат | Белешка |
| ----- | ---------------------- | -------------------- | -------- | ------- |
|       | Мери Декер             | САД                  | 8:34,62  | РСП     |
|       | Бригит Краус           | Западна Немачка      | 8:35,11  | ЛР      |
|       | Татјана Казанкина      | СССР                 | 8:35,13  |         |
| 4.    | Светлана Улмасова      | СССР                 | 8:35.55  |         |
| 5.    | Венди Слај             | Уједињено Краљевство | 8:37,06  | ЛР      |
| 6.    | Ањезе Посамаи          | Италија              | 8:37,96  | НР, ЛР  |
| 7.    | Џејн Фурнис-Шилдс      | Уједињено Краљевство | 8:45,69  | ЛР      |
| 8.    | Наталија Артјомова     | СССР                 | 8:47,98  | ЛР      |
| 9.    | Аурора Куња            | Португалија          | 8:50,20  | ЛР      |
| 10.   | Лин Канука-Вилијамс    | Канада               | 8:50,20  | ЛР      |
| 11.   | Корнелија Бурки        | Швајцарска           | 8:53,85  |         |
| 12.   | Ева Ернстром           | Шведска              | 8:57,59  |         |
| 13.   | Кристин Трантер-Бенинг | Уједињено Краљевство | 8:58,01  |         |
| 14.   | Lorraine Moller        | Нови Зеланд          | 9:02,19  |         |
| 15.   | Алисон Вилеј           | Канада               | 9:15,35  |         |